# リリアン・スミス
リリアン・ユージニア・スミス （Lillian Eugenia Smith、1897年12月12日 - 1966年9月28日）は、アメリカ合衆国南部の作家であるとともに社会評論家であり、ベストセラー小説『奇妙な果実』（1944年）で知られている。人種や性別の平等性について逆のポジションをオープンに取り入れた白人女性であり、彼女は南部のリベラルな人物であり、人種分離を非難したり、ジム・クロウ法を廃止するために働いたりすることを恐れなかった。当時、このような活動は実質的に社会的追放を招いた。

## 生涯とキャリア
スミスは、1897年12月12日に、フロリダ州ジャスパー（Jasper）では目立つ家族の9人の子供の7番目として生まれた。中流階級の市民として、そしてビジネスリーダーの娘としての彼女の人生は、1915年に急展開した。その年、彼女の父は、テレビン油の工場を失った。ただし、家族は破産したわけではなく、彼らの夏の住まいを、彼女の父が以前に買い取って運営していた「Laurel Falls Camp for Girls（少女のためのローレル滝キャンプ場）」があるジョージア州クレイトン（Clayton）の山中に引っ越すことにした。
彼女は経済的に自立した女性となり、次の5年間にわたって彼女の音楽への愛情と教育を追求する自由を謳歌した。彼女は、ジョージア州デモレストにあるピードモント・カレッジでの学習のために1年間を過ごした(1915–16年)。彼女は、ボルチモアにあるピーボディ音楽学校でも2回（1917年と1919年）、過ごした。彼女は、家に帰り、彼女の両親がホテルを経営管理するのを助け、中国の湖州市にあった（現在は浙江省にある）、少女のためのメソジストの学校において音楽のディレクターの職位につくことを受け入れる前に、ふたつの山間部の学校で教えた。彼女は、教会に通うような人ではなく、自身を宗教に敬虔であるとは考えなかった。
しかし、彼女の中国における時間は、家庭の事情によって限られていた。彼女の父の健康状態が悪化し、彼女は、1925年にアメリカ合衆国に帰ることを強いられた。ジョージア州に戻って、彼女は、「Laurel Falls Camp」代表の役割を引き受けた。この職位は、彼女が次の23年間（1925～48年）保持するものになる。「Laurel Falls Camp」は、すぐに芸術、音楽、ドラマおよび現代心理学における教育指導について知られる革新的な教育機関として、とても有名になった。彼女の父は1930年に亡くなり、彼女にはこのファミリービジネスについての責任が残され、病気の母の面倒をみる必要があった。キャンプを創造的にコントロールし、彼女の能力を現代の社会的論点を検討するための場所としてキャンプを使っていたのは、この期間であった。併せて、彼女の病気の両親の面倒もみるというプレッシャーもあった。このことは、感情的な逃避として、彼女を執筆活動に向かわせた。
リリアン・スミスは、すぐに生涯にわたる関係を、キャンプのスクールカウンセラーのひとり、ジョージア州パインハーストのポーラ・スネリングと築いた。ふたりは、対応関係が示したように、彼女らの残りの生涯にわたって同性カップルとして納まり続けた。このカップルは、1936年、小さな四半期刊の文学雑誌『Pseudopodia』の発行を始めた。この雑誌は、著者たちが（黒人、白人を問わずに）、現代の南部の生活についての正直な評論を提供することや、社会的改革と経済的な改革に挑戦することを応援し、古い南部の貧困や不正を無視する者を非難した。同誌はすぐに、リベラルな思想についてのフォーラムとして、地域の名声を得て、その広がった地域の範囲を反映して2回、雑誌名を変えることになった。1937年に『North Georgia Review』となり、1942年、最終的に『South Today』に落ち着いた。
1944年、彼女は、ベストセラー小説『奇妙な果実』を出版した。本書は、異人種間のロマンスという、当時は禁止されていた物議を醸すテーマを扱った。題名は当初、『Jordan is so Chilly』であったが、スミスは後に題名を『奇妙な果実』に変えた。歌手ビリー・ホリディは、彼女の自叙伝の中で次のように書いている。「スミスは、私の歌『奇妙な果実』にちなんで書名を選んだ。スミスは『この本のタイトルは、我々の人種差別文化の結果として被害を受けて歪んでしまった人々（黒人と白人の両方）を指す』という立場を保ったが、私のものは、アフリカ系アメリカ人に対するリンチや人種差別についてのものであった。」。同書の出版後、「わいせつ」や粗野な言葉に起因してデトロイトとボストンでは禁止された。『奇妙な果実』は、アメリカ合衆国郵便公社を通じて配送されることも、禁じられた。これは、フランクリン・ルーズベルト大統領の妻エレノア・ルーズベルトが大統領に要求した後、彼によって取り上げられたことに応じた同書の禁止に伴うものである。
1949年、スミスは、人種差別についての彼女の個人的な急襲を『夢を殺した人たち（Killers of the Dream）』で続けた。本書は、古い南部の人種差別の伝統を識別し、習慣および信条に挑戦、撲滅し、「隔離が魂を破壊したこと」を警告することを試みたエッセイ集である。彼女は、女性や子供の心理について、ネガティブな意味合いも強調した。南部の穏健派にとって肝要であった告白するような自叙伝的な様式で書かれ、このことは、書評や文学界からの冷酷な静寂の雰囲気に合っていた。
1955年、アフリカ系アメリカ人公民権運動が、モンゴメリー・バス・ボイコット事件で、国全体の注目を集めた。このときまでに彼女は、何年間も多くの南部の黒人とリベラルな白人と会って対応してきていたので、黒人の関心事を知っていた。ブラウン対教育委員会裁判（すなわち、学校での分離を禁止した判決）への対応として、彼女は、新しい判決に準拠するように『今こそその時』（1955年）を書いた。彼女は、新しい規制を『すべての子供たちのマグナカルタ』と呼んだ。スミスは、1950年代初頭からずっと乳癌と戦ってきた。そして1966年9月28日に68歳で亡くなった。彼女の本『遍歴（The Journey）』（1954年）には、この戦いの一部が詳説されている。
今日、『奇妙な果実』は、彼女の最も有名な作品にとどまり、15か国語に翻訳されたが、『夢を殺した人たち』のような彼女の作品の多くは、再発見されており、様式と内容の両方において革新的なものとして相応の評価がなされるようになった。彼女は、「人種差別や分離に反対することについてオープンに書いて話した最初の傑出した南部の白人のひとりである」という認識に、間違いなく値する。彼女の生涯にわたる信念は、1966年のフィスク大学におけるチャールズ・S・ジョンソン賞の受賞にあたっての彼女のスピーチにおいて、その概要が示されている。「分離は悪である。分離のやり方で起こりうるように、人の尊厳を失わせることができる生活のパターンなど無いのである。」

## 遺産
1968年以来、リリアン・スミス図書賞 が毎年、授与されている。ただし、Southern Regional Councilが財源不足に陥った2003年を除く。これは、南部最古かつ最も有名な図書賞であり、フィクションとノンフィクション分野に授与されている。これは、アメリカ南部についての顕著な執筆業績を通じて、スミスの遺産であるところの人種的、社会的不平等な条件の明瞭化や、正義のビジョンや人間理解の提案を行った受賞者に敬意を表することを意図している。

## 主な作品
- 『奇妙な果実』 - Strange Fruit （1944年） - デビュー作のベストセラー小説。ボストンでは禁止。
- 『夢を殺した人たち』 - Killers of the Dream （1949年）
- 『遍歴』 - The Journey （1954年）
- 『今こそその時』 - Now Is the Time （1955年）
  - 廣瀬典生訳、彩流社（2008年）
- 『1時間』 - One Hour （1959年） - マッカーシズムを題材とする2作目の小説
- Memory of a Large Christmas （1962年）
- Our Faces, Our Words （1964年） - アフリカ系アメリカ人公民権運動の非暴力的な抵抗への叙情詩